# Длинношёрстная немецкая овчарка

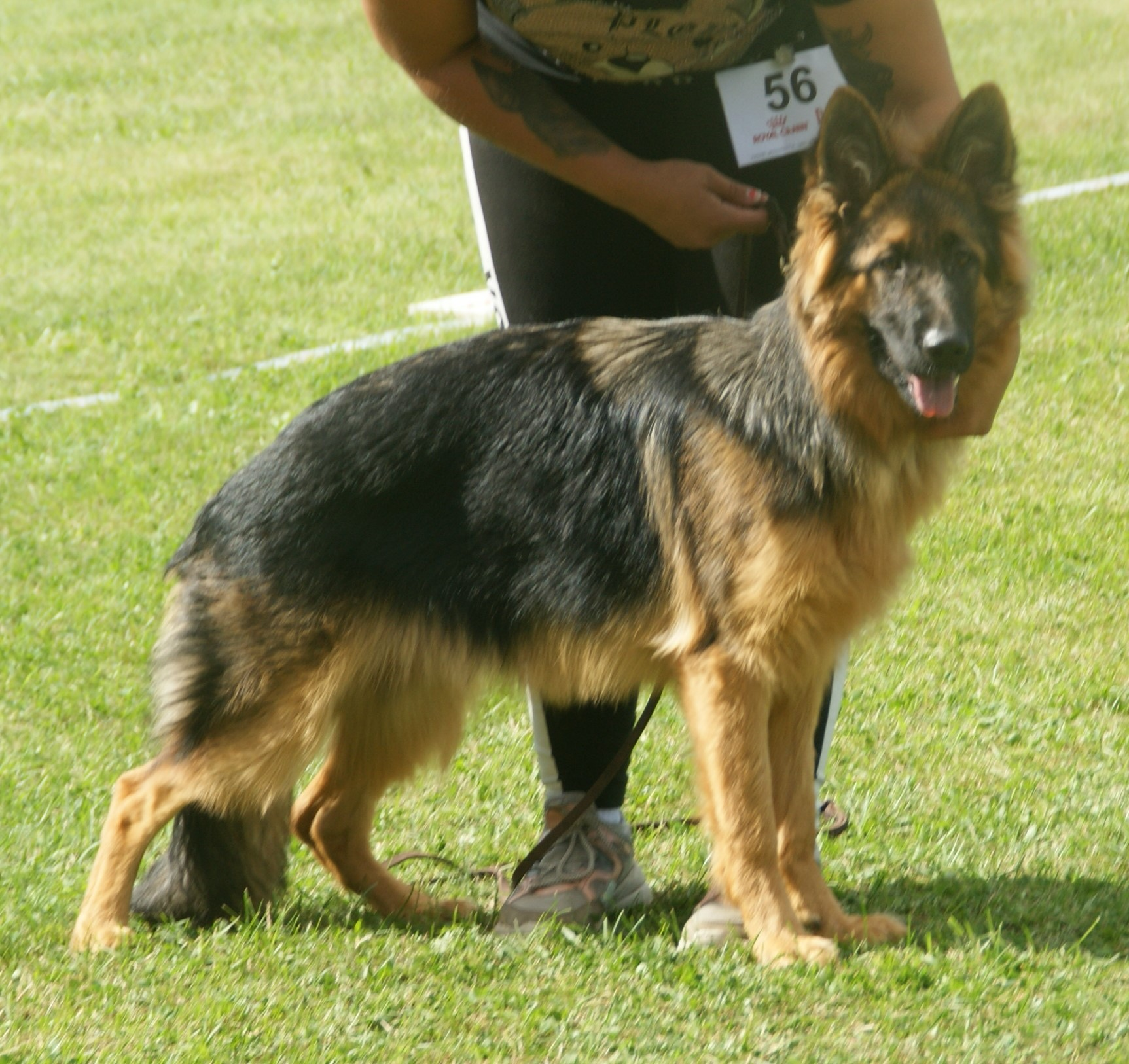
Немецкая овчарка длинношёрстная

Длинношёрстная немецкая овчарка — разновидность породы немецкая овчарка, характеризующаяся длинным шерстным покровом. Других отличий от короткошёрстной немецкой овчарки эти собаки не имеют. 
Похожие разновидности шерсти в рамках породы встречается у бельгийских овчарок, лабрадоров и ряда других пород. Изменения в данном случае коснулись только шерсти, остальные параметры работы и выставочной оценки идентичны с гладкошёрстными овчарками. Оба типа собак являются прямошёрстными. 

## История

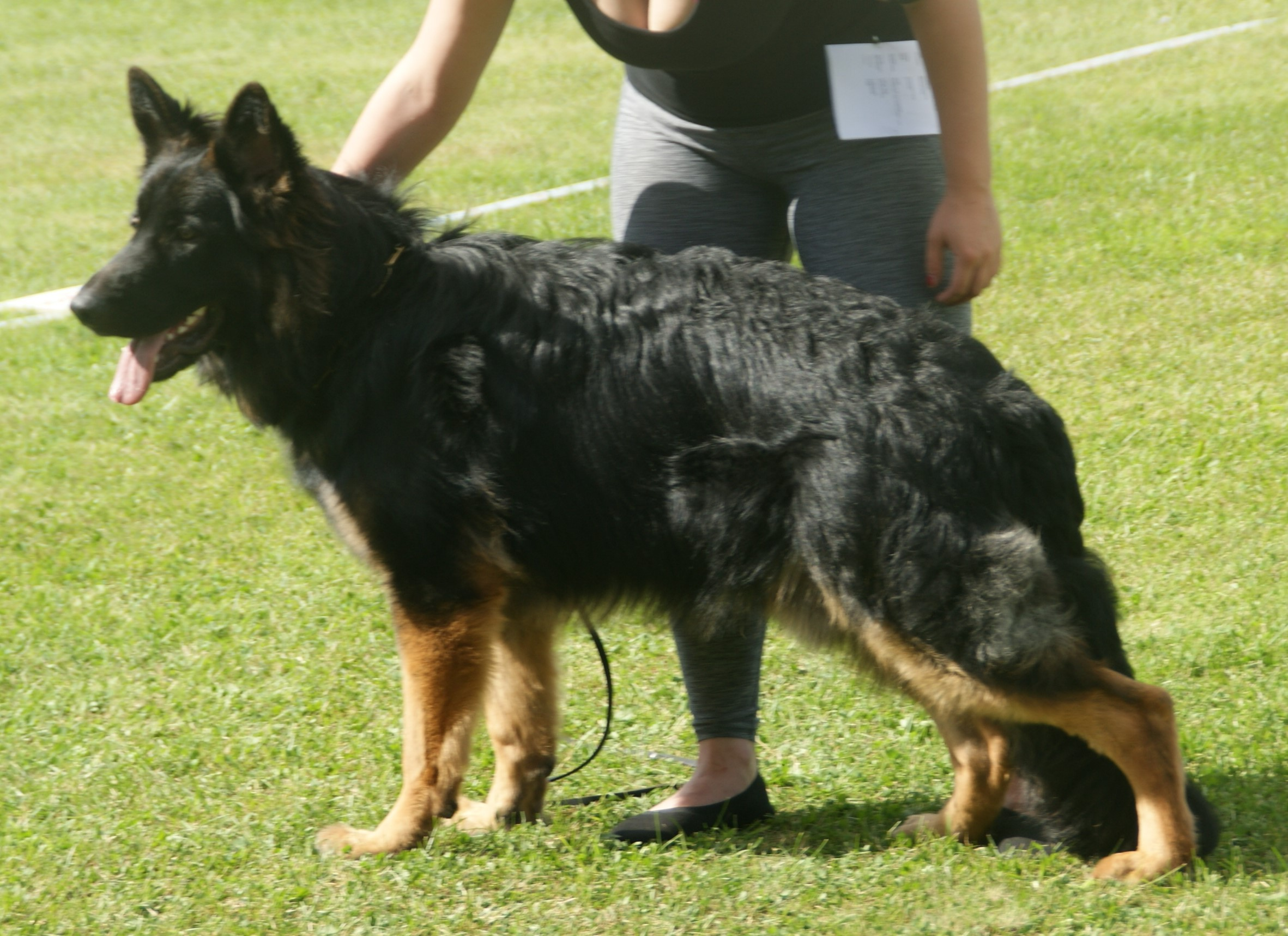
Немецкая овчарка длинношёрстная (рабочее разведение)

С шестидесятых годов двадцатого века в помётах немецких овчарок начали регулярно появляться щенки с длинной шерстью. Это связано с проходившей в тот период  работой по расширению  генетического фонда  породы, в рамках которой к кровям немецких овчарок приливались крови других овчарок  европейского типа, в том числе длинношёрстных бельгийских овчарок. Долгое время  получившиеся в результате  такой работы собаки с длинной  шерстью относились к браку породы и выводились из разведения. Несмотря на эту направленную работу по выведению длинношёрстных собак из разведения, полностью избавиться от рождения длинношёрстных щенков не удалось, так как ген длинной шерсти является рецессивным и его после периода прилития новых кровей в породу  несли в себе многие известные и признанные экспертами линии породы. 
Когда в результате  научной работы стало понятно, что полностью избавиться от гена длинной шерсти в породе не представляется  возможным, а сами такие собаки не несут никаких связанных с этим геном породных заболеваний и отклонений от основного стандарта, они получили разрешение участвовать в разведении. Это было сделано в  том числе потому, что у собак  с длинной шерстью могли родиться  классические короткошёрстные щенки, которые шли в работу и разведение. При этом долгое время  длинношёрстная разновидность немецких овчарок выставлялась исключительно в брид-классе без права  получения  чемпионских титулов.
В 1984 году был основан клуб длинношерстных немецких овчарок LSVD e.V. Club (Langstockhaar Schäferhundeverein Deutschland e.V.), который  создали поклонники этого типа шерсти  у овчарок.
Длинношёрстные немецкие были выделены в отдельную разновидность с правом полноценного участия в выставках и получения  титулов наравне с короткошёрстной разновидностью только в конце декабря 2010 года. В ряде кинологических  федераций собаки этой  разновидности оцениваются  в отдельном ринге, не выходя совместно с гладкошёрстными немецкими овчарками. При этом в крупнейшей международной кинологической федерации FCI  в том же 2010 году длинношёрстные  немецкие овчарки были признаны внутрипородной разновидностью, а не отдельной породой. С этого периода, по правилам данной федерации, они имеют право выставляться как в отдельном ринге длинношёрстных, так и в общем ринге с короткошёрстными немецкими овчарками.

## Описание

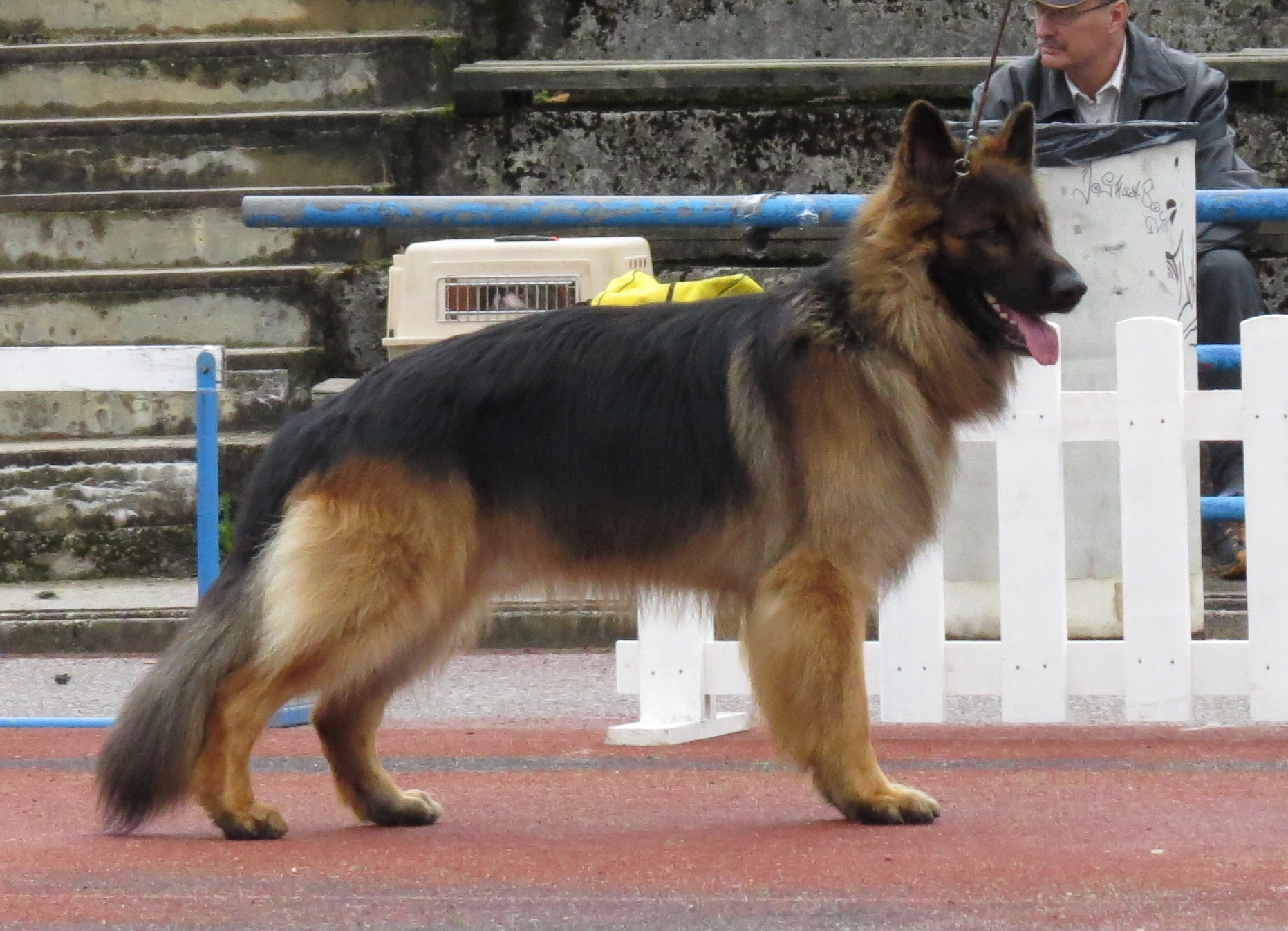
Немецкая овчарка длинношёрстная

Общее анатомическое строение и описание стандарта породы у длинношёрстных и короткошёрстных немецких овчарок совпадает. Все требования по прикусу, строению конечностей, туловища, морды и других параметров являются едиными для них. Отличие состоит исключительно в структуре  шерсти, которая для этой  разновидности в стандарте породы описана отдельно.
Длинношёрстные немецкие овчарки имеют два типа шерсти - длинножёсткошёрстная и просто длинношёрстная.  
Длинножёсткошёрстный тип характеризуется плотно набитой, производящей  впечатление косматой, шерстью. Шерсть в этом случае имеет длинный остевой волос с жёсткой и изломанной структурой. Подшёрсток у этого типа собак хорошо развит. При правильном уходе за такой шерстью  у собаки имеется заметный "воротник" из украшающего волоса на шее, а также хорошо развитый набивной украшающий волос на бёдрах и крупе, что придаёт собаке более коренастый вид и ощущение, будто бы она имеет квадратный формат корпуса. 
Длинношёрстный тип отличается длинным, гладким и мягким остевым волосом и отсутствием плотного подшёрстка. Шерсть собак этого типа  отличается  мягкостью и гладкостью. На спине, шее и бёдрах шерсть образует слегка волнистые очёсы, легко распадающиеся на отдельные пряди при движении животного. Такие же  пряди могут наблюдаться на морде, в частности на ушах и скулах. На хвосте украшающий волос хорошо развит и формирует силуэт пера. 
К порокам шерсти у обоих видов длинношёрстной немецкой овчарки относятся: избыточно мягкий и длинный покровный волос, легко образующий не характерные для овчарок колтуны; редкая шерсть, полностью лишенная подшёрстка; чрезмерно жёсткий остевой волос, имеющий избыточно изломанную структуру. 
Уход
Длинная шерсть обоих типов  требует дополнительного ухода по сравнению с тем, что требуется для обычных короткошёрстных немецких овчарок
И тому, и другому типу длинной шерсти необходимо регулярное частое вычёсывание
Также важно учитывать, что длинножёсткошёрстный тип склонен к набиранию воды при купании собаки, это особенно нужно учитывать при плавании собаки в открытых водоёмах. Также это стоит учитывать при попадании собаки под дождь, так как шерсть, которая будет сохнуть  очень долго, при отсутствии дополнительного обогрева собаки может привести к переохлаждению животного
Помимо этого особого внимания при выгуле и после него требуют подушечки лап и межпальцевое пространство на них. Расположенный  между пальцами защитный  волос в  ряде случаев оказывается слишком мягким, в результате чего может набирать пыль, мусор, колючки, а в зимний период на нём возможно образование острой наледи, которая может повредить кожу лап. Во избежание таких проблем рекомендуется гигиеническая стрижка защитного волоса на лапах и между пальцами у собак